# Diócesis de Havelberg
La diócesis de Havelberg (en latín: Dioecesis Havelbergensis y en alemán: Bistum Havelberg) fue una circunscripción eclesiástica de la Iglesia católica en Alemania. Se trataba de una diócesis latina, sufragánea de la arquidiócesis de Maguncia. Fue suprimida de hecho el 4 de mayo de 1548 al fallecer su último obispo católico. Además de su función episcopal, los obispos de Havelberg tenían poder temporal, ya que Havelberg era un principado eclesiástico dentro del Sacro Imperio Romano Germánico, el principado episcopal de Havelberg.

## Territorio y organización

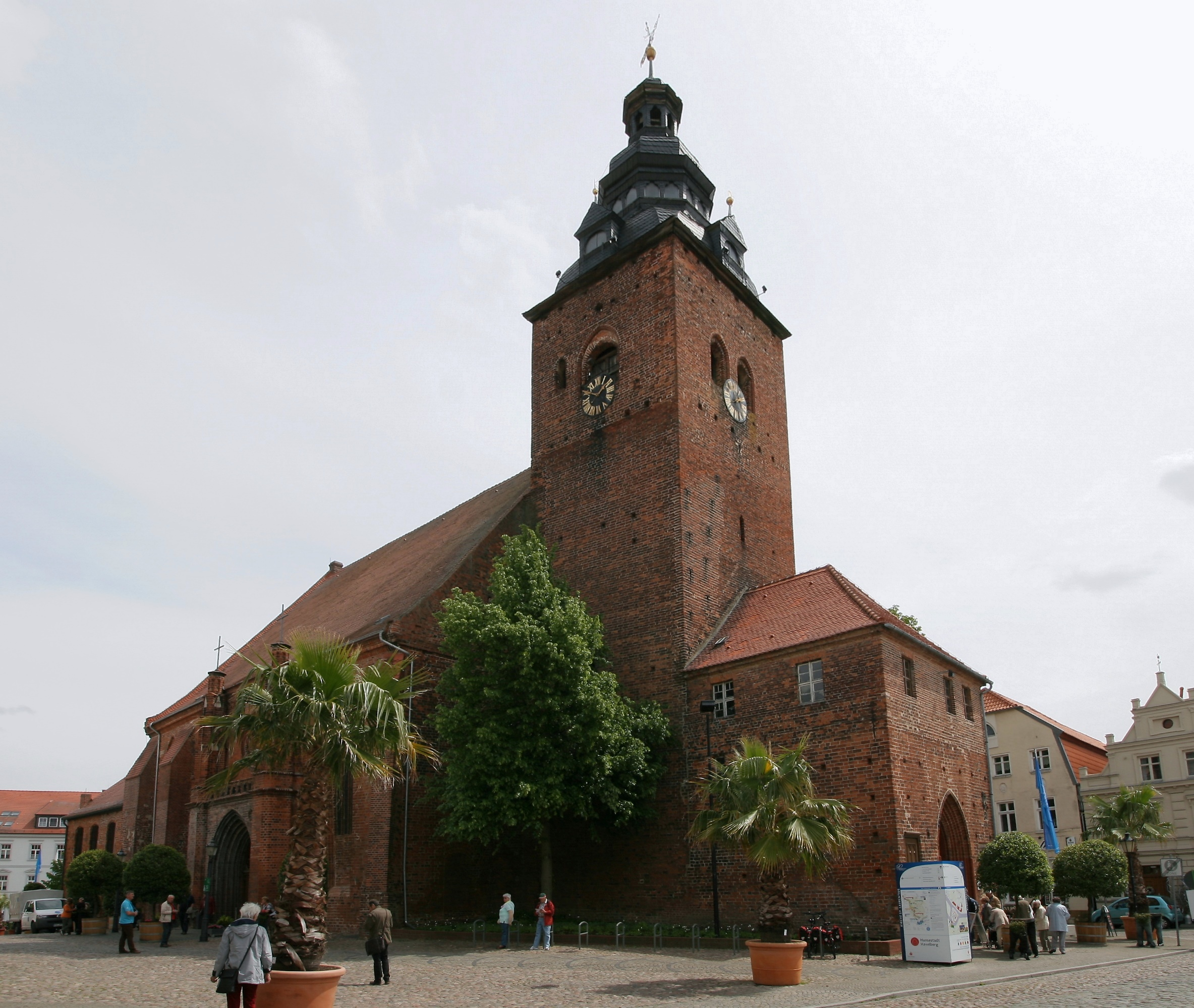
Iglesia de San Lorenzo, en Havelberg, hoy luterana

La diócesis extendía su jurisdicción sobre los fieles católicos de rito latino residentes en parte del actual estado de Sajonia-Anhalt. Limitaba al norte con las diócesis de Ratzeburgo y Schwerin, al norte y al este con la diócesis de Cammin, al sur con la de Brandeburgo y al oeste con las diócesis de Halberstadt y Verden.
La sede de la diócesis se encontraba en la ciudad de Havelberg, en donde se halla la Catedral de Santa María, que desde 1561 es luterana y hoy es propiedad de la Fundación Cultural de Sajonia-Anhalt como lugar de culto de la Iglesia evangélica en Berlín, Brandeburgo y Alta Lusacia silesiana, afiliada a la Iglesia evangélica en Alemania.

## Historia
La diócesis fue erigida por Otón el Grande el 9 de mayo de 946 después de que el emperador asegurara el control de la región. Inicialmente sufragánea de Maguncia, en 968 pasó a la provincia eclesiástica de Magdeburgo.
La región era todavía pagana y el primer obispo, Udo (o Dudo), fue asesinado por los wendos, que también destruyeron la catedral y aniquilaron la obra misionera realizada hasta ese momento. Durante siglo y medio los obispos residieron fuera de la diócesis, en Sajonia o Turingia, pero también en Suiza o Alsacia.
La diócesis revivió cuando el margrave Alberto I de Brandeburgo emprendió la construcción de una nueva catedral (consagrada el 11 de agosto de 1170), a la que anexó un capítulo regular de canónigos de la Orden de Canónigos Premonstratenses. El capítulo adquirió cada vez mayor importancia en la vida de la diócesis: fundó monasterios, entre ellos los de Broda y Grobe, e incorporó una treintena de parroquias atendidas por canónigos.
A partir del siglo XIII varios inmigrantes alemanes se establecieron en la región y fundaron la ciudad de Wittstock, con la contribución del obispo Wilhelm (1219-1244). Es en esta ciudad donde los obispos establecieron su residencia a partir de 1270. En el mismo período se definieron los límites de la diócesis, dividida en 9 arcedianatos. A finales de siglo la catedral también fue reconstruida en estilo gótico.
En el siglo XIV destacaron los obispos Rainer (1312-1319), quienes publicaron estatutos diocesanos destinados al clero; Burkhard von Lindow (1348-1370), quien se ocupó de reformar la disciplina eclesiástica; y Johann Wepelitz (1386-1401), quien promovió la peregrinación a la iglesia de San Nicolás (o Iglesia de la Santa Sangre) en Bad Wilsnack.
En 1447 el papa Nicolás V concedió al elector Federico II el derecho de presentar obispos para la nominación papal y aprobó el traslado de la sede episcopal a Wittstock, lo que, sin embargo, no se realizó debido a la oposición del capítulo premonstratense de Havelberg. El capítulo regular fue suprimido en 1506 y sustituido por uno secular. Ese mismo año, el obispo Johann von Schlabrendorf hizo imprimir un misal para su diócesis y en 1511 un breviario diocesano.
La Reforma protestante llegó a Havelberg en 1541 tras una visita de Martín Lutero. El último obispo en comunión con la Santa Sede fue Busso von Alvensleben, que murió el 4 de mayo de 1548. El cabildo catedralicio se convirtió al luteranismo tras la muerte del deán de la catedral, Petrus Conradi, en 1561. Matthäus Ludecus fue el primer deán protestante. 
El principado eclesiástico fue abolido a finales de siglo y su territorio se incorporó al del Margraviato de Brandeburgo.

## Episcopologio

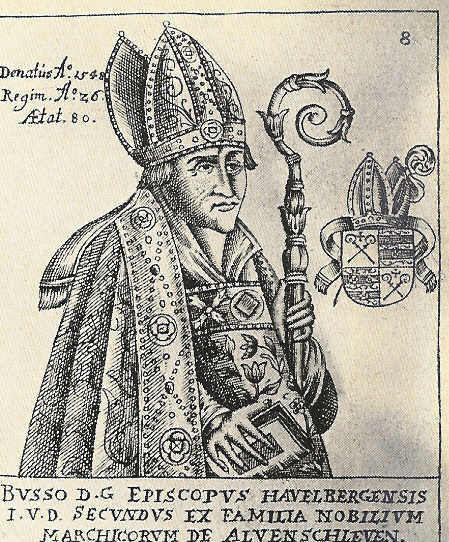
Busso von Alvensleben, último obispo de Havelberg

- Udo † (10 de mayo de 946-29 de junio de 983 falleció)
- Hilderich † (antes del 21 de octubre de 991-30 de octubre de 1008 falleció)
- Erich † (1008-1024 falleció)
- Gottschalk † (circa 1028-1085 falleció)
- Wichmann † (antes de 1089-?)
- Hezilo † (antes de 1096-después de 1110 falleció)
- Bernhard † (?-1118 falleció)
- Haimo † (12 de junio de 1118-1120 falleció)
- Gumbert † (1120-1125 falleció)
- Anselmo da Havelberg, O.Praem. † (antes del 29 de junio de 1129-18 de junio de 1155 nombrado arzobispo de Ravena)
- Walo, O.Praem. † (1155-después del 18 de abril de 1176 falleció)
- Hugibert † (1177? - 26 de febrero de 1191 falleció)
- Helmbert † (1192-28 de noviembre de 1206 falleció)
- Sigebodo † (1206-1219 falleció)
- Wilhelm † (1219-21 de septiembre de 1244 falleció)
- Heinrich von der Schulenburg † (1244-1270 falleció)
- Heinrich von Sternberg † (1270-1290 falleció)
  - Hermann von Brandenburg † (5 de diciembre de 1290-septiembre de 1291 falleció) (obispo electo)
- Johann † (1292 consagrado-1304)
- Arnold † (23 de junio de 1304-1312 falleció)
- Johann † (10 de mayo de 1312-?)
- Rainer † (1312-29 de enero de 1319 falleció)
- Heinrich † (14 de mayo de 1319-27 de septiembre de 1324 falleció)
- Dietrich Kothe † (1325-16 de marzo de 1341 falleció)
- Burkhard von Bardeleben † (1341-18 de enero de 1348 falleció)
- Burkhard von Lindow-Ruppin † (1348-1370 falleció)
- Dietrich von Man † (30 de enero de 1370-12 de agosto de 1385 falleció)
- Johann Wepelitz (Wöpelitz) † (16 de enero de 1386-22 de febrero de 1401 falleció)
- Otto von Rohr † (27 de abril de 1401-18 de enero de 1427 falleció)
  - Friedrich Krüger † (1427-3 de abril de 1427 falleció) (obispo electo)
  - Johann von Beust † (26 de mayo de 1427-17 de septiembre de 1427 falleció) (obispo electo)
- Konrad von Lintorff † (29 de octubre de 1427-1460 falleció)
- Wedigo Gans Edler von Putlitz † (14 de julio de 1460-23 de enero de 1487 falleció)
- Busso von Alvensleben † (27 de abril de 1487-12 de octubre de 1493 falleció)
- Otto von Königsmarck † (13 de enero de 1494-20 de agosto de 1501 falleció)
- Johann von Schlabrendorf † (3 de diciembre de 1501-12 de agosto de 1520 falleció)
- Hieronymus Schulz † (12 de abril de 1521-29 de octubre de 1522 falleció)
- Busso von Alvensleben † (29 de octubre de 1522 por sucesión-4 de mayo de 1548 falleció)